# Iglesia de la Gracia (Newark)
La Iglesia de la Gracia es una Iglesia Episcopal de la Diócesis de Newark ubicada en Newark (Estados Unidos). Fue construida en 1837. Es en la actualidad una iglesia católica. Se destaca por su arquitectura, música y como el lugar de nacimiento de la melodía America the Beautiful.

## Historia
La Iglesia de la Gracia fue fundada el Día de la Ascensión en 1837 a instancias del obispo George Washington Doane. Como parte de lo que hoy se llama el Movimiento de Oxford, los fundadores enfatizaron el culto sacramental y la sucesión de obispos de la Iglesia Episcopal como su vínculo directo con Cristo, la comunidad apostólica y su culto eucarístico, hermana de la Iglesia católica. El obispo Doane fundó explícitamente la iglesia en la ciudad en crecimiento para ser el abanderado del anglocatolicismo en la diócesis.

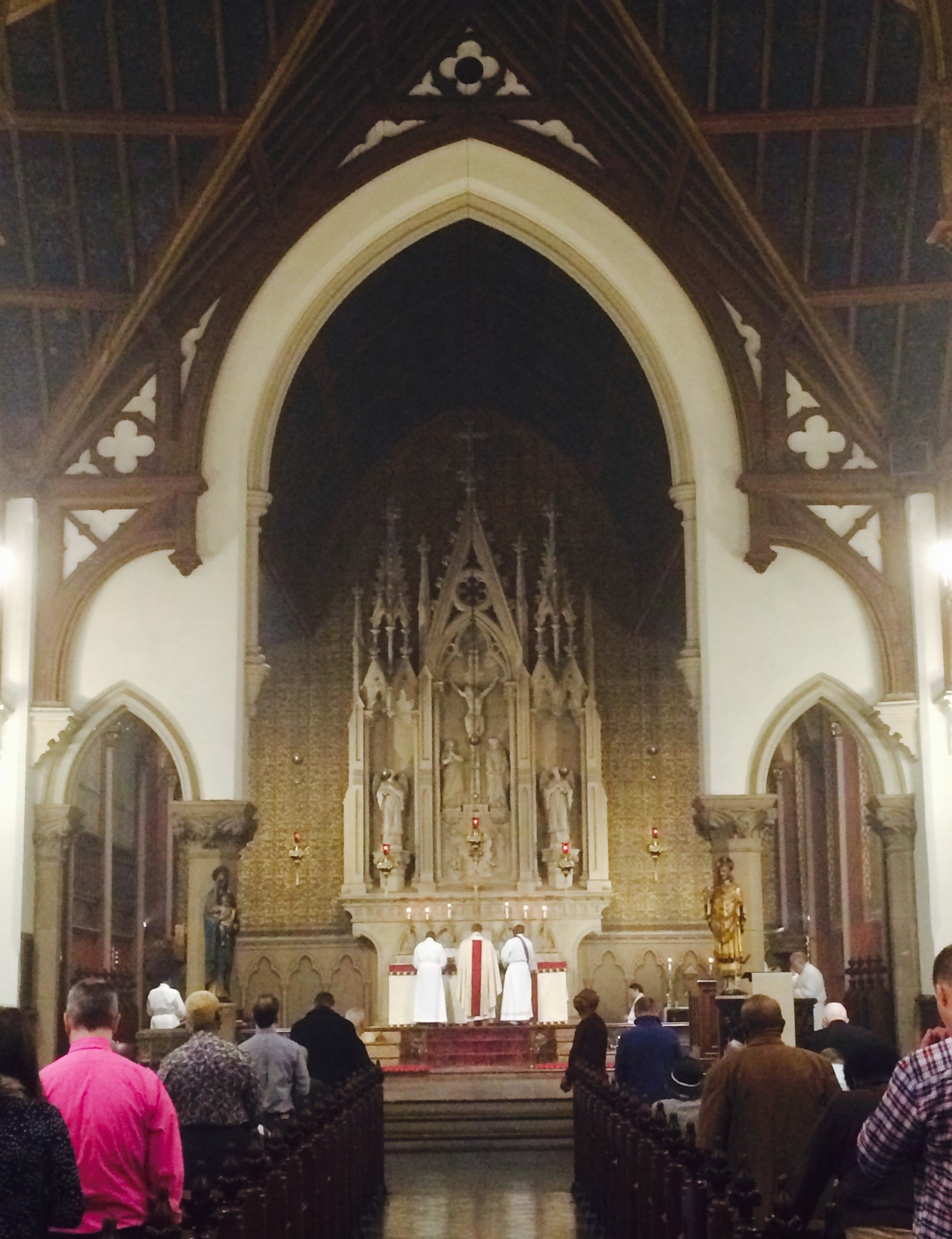
Misa mayor en la Iglesia de la Gracia en Newark.

El edificio de la iglesia, diseñado por Richard Upjohn, quien también fue el arquitecto de Iglesia de la Trinidad en Manhattan, fue consagrado el 5 de octubre de 1848. Es ampliamente estimado como un ejemplo destacado del estilo neogótico en los Estados Unidos, y fue designado Monumento Histórico Nacional por su arquitectura en 1987. La iglesia fue construida en el sitio del antiguo Palacio de Justicia y Cárcel del Condado de Essex que se incendió el 15 de agosto de 1835. La enorme de la torre fue un reemplazo temprano de una comprada e instalada antes de la consagración en 1848; la campana original producía un sonido que generaba quejas de los feligreses y ciudadanos locales, y fue reemplazada por una "campana con un tono más agradable" comprada por Jermiah C. Garthwaite, uno de los miembros fundadores de la iglesia en 1837. Pagada por una manufactura textil episcopal en Newark, la campana ha tañido en muchas ocasiones solemnes, incluso para apoyar a los soldados federales en la Batalla de Fort Sumter en 1861.
La melodía de America the Beautiful, llamada Materna, fue escrita aquí por el organista parroquial Samuel A. Ward en 1882.

## En la actualidad
Grace sigue siendo ampliamente conocida por su alta iglesia, liturgia sacramental u orden de servicio, en el centro del cual, en la tradición de la Iglesia transmitida por los Apóstoles, está la Eucaristía. La Eucaristía, también conocida como la Sagrada Comunión o la Misa, es la forma de adoración semanal de Grace los domingos. Grace enseña la fe católica, sosteniendo que los cristianos obtienen acceso al Cuerpo Místico de Cristo a través del culto sacramental de la comunidad y son ayudados por la liturgia secuencial, el incienso y el sacrificio eucarístico a una experiencia del cielo. Se utilizan inciensos, luces y vestimentas ceremoniales, que hacen que la liturgia sea inteligible para todos los sentidos, y se utiliza el rito en lengua contemporánea del Libro de Oración Común de 1979 (Rito II). Gran parte de la congregación participa activamente en el servicio.
Grace celebra misa mayor en ocasiones, con liturgia cantada en latín por el clero ordenado, como lo hizo para celebrar el Día de Martin Luther King Jr. en enero de 2020, con música especial interpretada por un colectivo de coros de la Iglesia de la Gracia y otras cercanas. áreas de la diócesis.
La congregación diversa incluye personas de África y el Caribe, así como europeos, caucásicos y afroamericanos. Sus miembros son jóvenes y viejos, casados y solteros, homosexuales y heterosexuales. La parroquia está comprometida con la fe católica y la práctica en la Iglesia Episcopal, pero es receptiva a nuevos conocimientos, incluida la ordenación de mujeres y la afirmación de las relaciones entre personas del mismo sexo.
El reverendo J. Brent Bates se convirtió en el decimoséptimo rector de la parroquia en marzo de 2011.

### Música
La música juega un papel importante en la adoración, y Grace siempre ha mantenido una fuerte tradición coral en su coro de niños y adultos. Ambos coros realizan misas durante todo el año, y semanalmente cantan las misas propias del Canto Gregoriano de la tradición temprana, medieval y renacentista. Grace organiza conciertos de coro y recitales de órgano en el instrumento de seguimiento de 48 paradas construido por Casavant Frères en 1990. la Iglesia de la Gracia Music Society, organizada en 2008, patrocina cada año una serie de recitales y conciertos. Tyrone Whiting, un premiado organista y director de orquesta inglés y graduado del Royal College of Music en Londres, Inglaterra, es el actual Director de Música.  Fue precedido por Jim Hopkins, Joe Arndt y James McGregor, quien ocupó el cargo durante 48 años. 

## Misas y servicios
Las misas se ofrecen los domingos a las 8:00 a. m. ya las 10:30 a. m. (misa mayor) con la escuela dominical, y muchos días de la semana a las 12:10 p. m. Semanalmente se llevan a cabo actividades familiares y juveniles adicionales y durante la Cuaresma se llevan a cabo formas de adoración como las Estaciones de la Cruz y la Bendición del Santísimo Sacramento.